# Sant Fost de Campsentelles
Sant Fost de Campsentelles är en kommun i Spanien.   Den ligger i provinsen Província de Barcelona och regionen Katalonien, i den östra delen av landet, 500 km öster om huvudstaden Madrid. Antalet invånare är 8 441.